# 烏克蘭總檢察長
乌克兰总检察长是烏克蘭最高檢察官，同時為烏克蘭總檢察長辦公室負責人。在苏联统治時期當局就已設立該職位。1991年烏克蘭獨立後繼續設立該職位，並且一屆烏克蘭總檢察長任期為六年，並擁有7名副手。現任總檢察長為魯斯蘭·克拉夫琴科，其自2025年6月21日開始擔任該職位。

## 外部鏈接
- Law of Ukraine "On Prosecutor"s Office" （页面存档备份，存于）
- History （页面存档备份，存于）. Prosecutor General's Office website